# 金宗順
金 宗順（キム・ジョンスン、朝鮮語: 김종순、1907年 - 1972年7月24日）は、大韓民国の教員、政治家、法曹。第2代韓国国会議員。

## 経歴
全羅南道羅州郡出身。光州師範学校（現・光州教育大学校）卒。教員を約10年間務めた後、独学で弁護士試験に合格し、判事、弁護士を務めた。1950年の第2代総選挙では羅州甲選挙区より無所属で当選し、国会法制司法委員を務めた。国会議員在任中は院内で最多数の法律案と決議案を提出した。釜山政治波動の時、釜山地域の非常戒厳令の解除を主張し、新羅会の一員として抜粋改憲案の起草を担当した。